# Arquitetura de Legnica

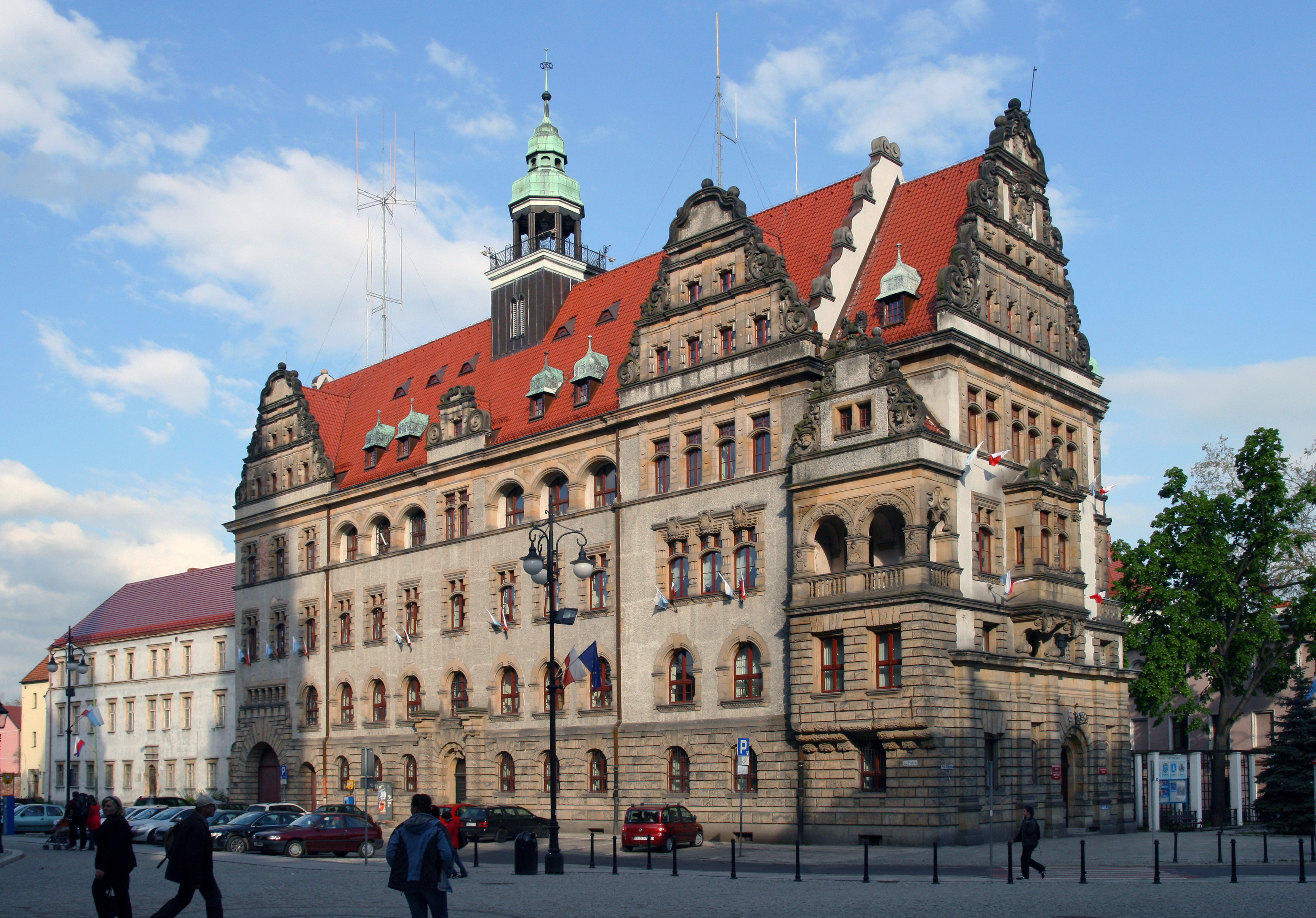
A Câmara Municipal Nova

O território do centro da cidade, queimado ao longo dos séculos, nos anos 60 e 70. do século XX foi reconstruído parcialmente a favor de Plattenbau e atualmente não está unido em termos da arquitectura. No seu terreno ficam os objetos da Idade Média (Castelo dos Piasta, Catedral, Igreja Mariana, torres históricos de muralha da cidade), renascimento (um fragmento do Castelo, Cortiços-Sardinhas, a Casa sob Przepiórczy Kosz, o Cortiço de Scultetus), barroco (Academia Cavalheiresca, a Igreja do São João, a velha Igreja de Maurício, a Cúria de Abades de Lubiąż, Câmara Municipal Velha) como os exemplos da arquitetura neoclassicista (o edifício de velho “Empik” no Mercado), neobarroca (edifícios do I Liceu, banco na Praça Monástica) ou finalmente os objetos modernos e arquitectura mais velha - cortiços do século XX.

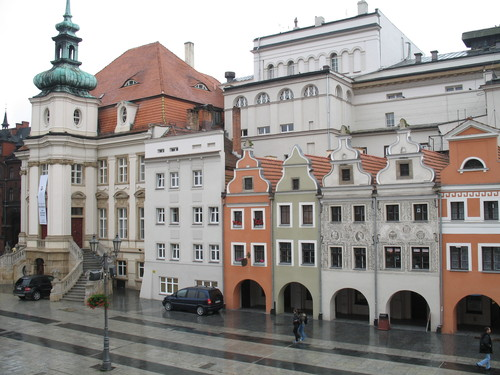
Cortiços-Sardinhas no Mercado de Legnica

Mais unidas são os bairros que aderem ao centro medieval - no bairro sul, Tarninów, domina estilo eclético com elementos do modernismo e secessão. Na parte sul do bairro dominam cortiços.
O bairro ocidental Fabryczna é composto por fábricas e cortiços operários, assim como o bairro oriental - Kartuzy, e parcialmente no Norte e Sudeste há os cortiços. Também o bairro Ochota (no Sudestes; do Parque Municipal ao bairro Tarninów) é feito dos cortiços do início do século XX.      

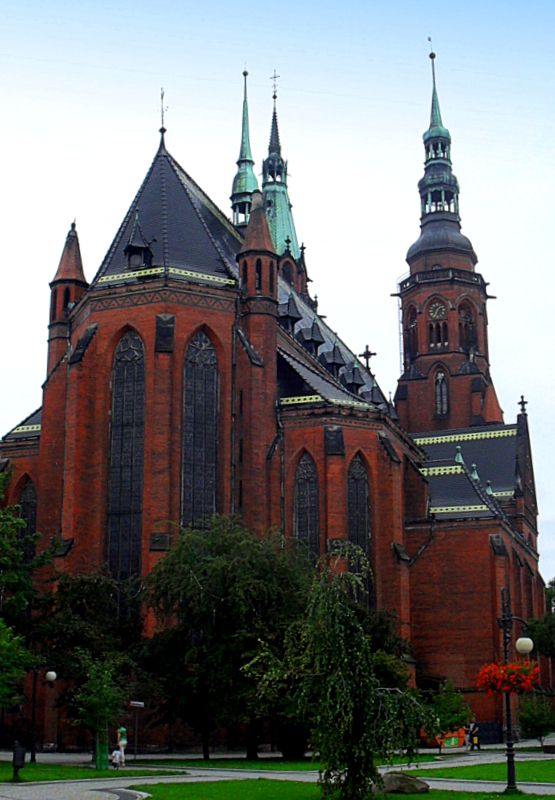
Catedral dos Santos Apóstolos Pedro e Paulo

As povoações de moradias unifamiliar - o bairro Piekar Wielkie com os elementos de casas geminadas: Ocidente) Stare Piekary (Nordeste) e no arredor do bairro Przedmieście Głogowskie (Norte) como a parte de povoação de Sienkiewicz (Sul), Przybków (Sul), povoação Nowe (Sul) e uma parte do bairro povoação Białe Sady (Sudeste) dos anos 20 do século XX são a realização típica da realização do conceito de Cidade Jardim. As moradias unifamiliar construídas contemporaneamente (no século XIX) representam: povoação Americano (Ocidente), povoação de Sienkiewicz (Sul), povoação nas Avenidas (Sudeste) e casas de construção (na segunda metade do século XIX) representam: Białe Sady (sudoeste) e a parte norte do bairro Bielany como parte norte da povoação de Sienkiewicz - constituem os restos duma ideia da construção das povoações baratas - moradias unifamiliares.
Os edificios pluri familiares ao redor da rua Działkowa, Chojnowska e Marynarska, Asnyka i Złotoryjska (povoação de Asnyk), rua Gliwicka (Czarny Dwór) e av. de Rzeczpospolita (Bielany) apresentam o estilo modernista. A construção de Plattenbau na tecnologia Fandom representam as povoações orientais da virada dos anos 70. e 80. do século XX - povoação de Kopernik da virada dos anos 880. e 90. do século XX - povoação Piekary e ocidentais - parte da povoação de Asnyk e Zosinek ou arredores das ruas: Drzymały e Piątnicka. Os edificios ao redor de ruas Myrka a Myśliwca, Słubicka, Poznańska, Chocianowska ou Lasek Złotoryjski estão os complexos velhos do quartel do exército de Wehrmacht e seguidamente do Grupo Norte do Exército Sovietico foram adaptados às moradias modernas. Entre elas ficam uns Plattenbau, construídos pelas empresas polacas em troca de objetos já ocupados no centro (a parte ocidental de pov. Zosinek construídas em tecnologia “Plattenbau de Wrocław”, edifícios a rua Bydgoska, Chojnowska e Marcinkowska ou Wybicka e Kościuszki em Tarninów) como também montados de elementos trazidas de URSS (os edifícios tipo "Leningrad").